# Nino Tricarico

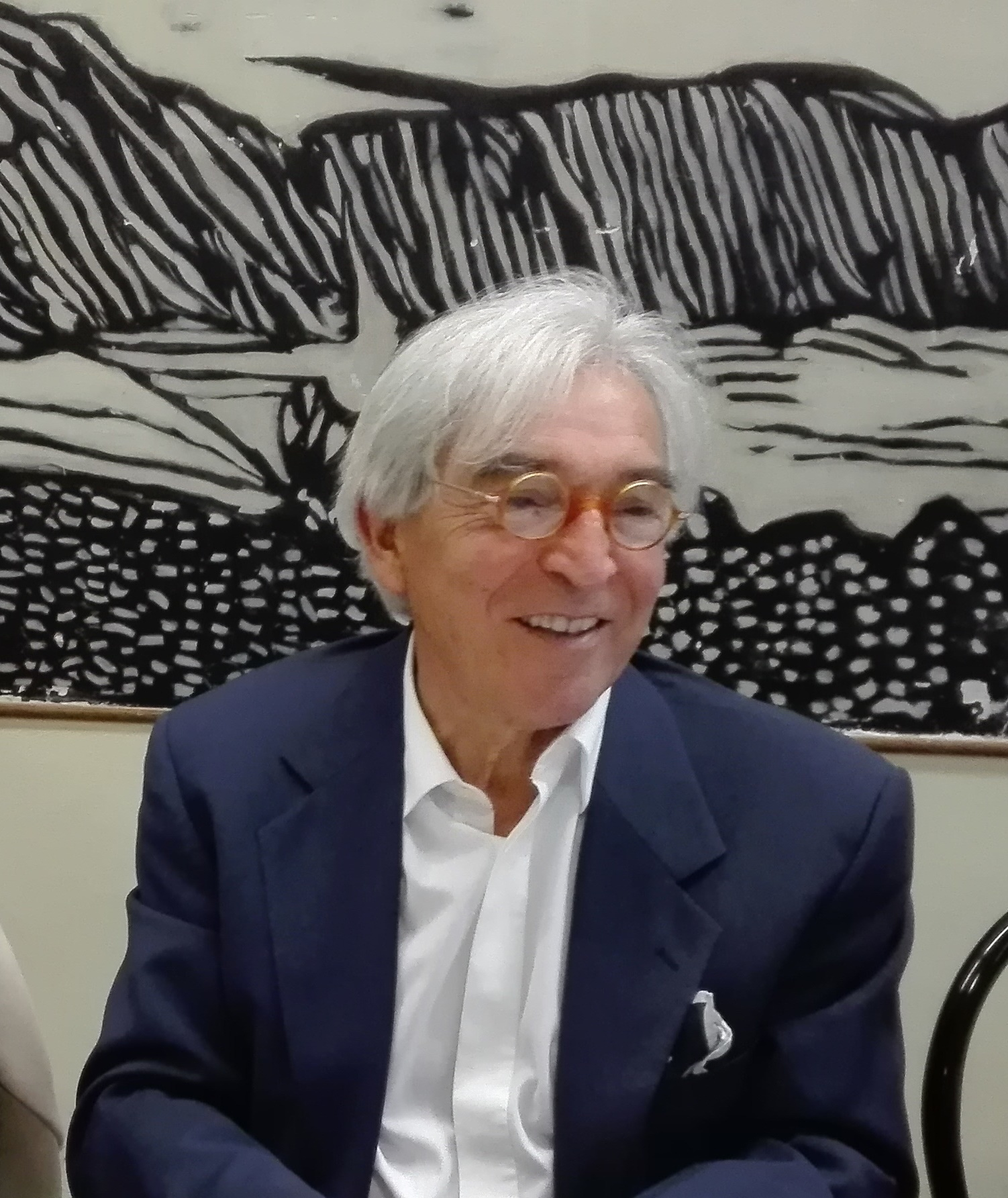

Nino Tricarico (Potenza, 18 aprile 1938) è un pittore e scultore italiano.

## Biografia
Nino Tricarico nasce a Potenza, in Basilicata, ma si trasferisce nel 1957 a Napoli per seguire gli studi alla Facoltà di Chimica. Contemporaneamente frequenta la cerchia di artisti raccolti in quegli anni intorno all'Accademia di Belle Arti, animata da figure come Renato Barisani, Armando De Stefano e Domenico Spinosa. A Napoli, Tricarico matura un'idea di arte che rompe da un lato con la tradizione della scuola di Posillipo, dall'altro con la pittura lucana che si ispira a Carlo Levi, la tendenza dominante in quegli anni nei pittori lucani. La sua pittura si attesta fra naturalismo astratto e astrattismo lirico.
Sul finire degli anni Sessanta, Tricarico lascia Napoli per tornare in Basilicata e stabilirsi a Potenza. Questa decisione è in controtendenza rispetto all'emigrazione degli intellettuali meridionali verso le città del Centro e Nord Italia: «Tricarico è fra i primi artisti della sua generazione che spezza la tradizione dell'emigrazione intellettuale lucana», ha scritto M. A. Cuozzo. La scelta di vivere in una realtà artisticamente "marginale" non gli impedisce tuttavia di esporre in Italia e nel mondo (del 1970 è la sua prima personale a New York, presso la Galleria Palms Shore; seguiranno mostre personali in Germania, Svizzera, Olanda, Francia, Grecia), né di stabilire relazioni e collaborazioni con artisti, scrittori e intellettuali italiani: Ennio Calabria, Alberto Gianquinto, Luigi Guerricchio, lo storico e critico d'arte Massimo Bignardi, Dario Puccini, Nino Borsellino e altri. Con Ernesto Treccani Tricarico stabilisce un dialogo privilegiato, durato dai primi anni Settanta fino al 2009, anno della morte dell'amico. Nel confronto con Treccani Tricarico affina la rapidità del tratto e la riflessione su un lirismo di matrice kandiskiana.

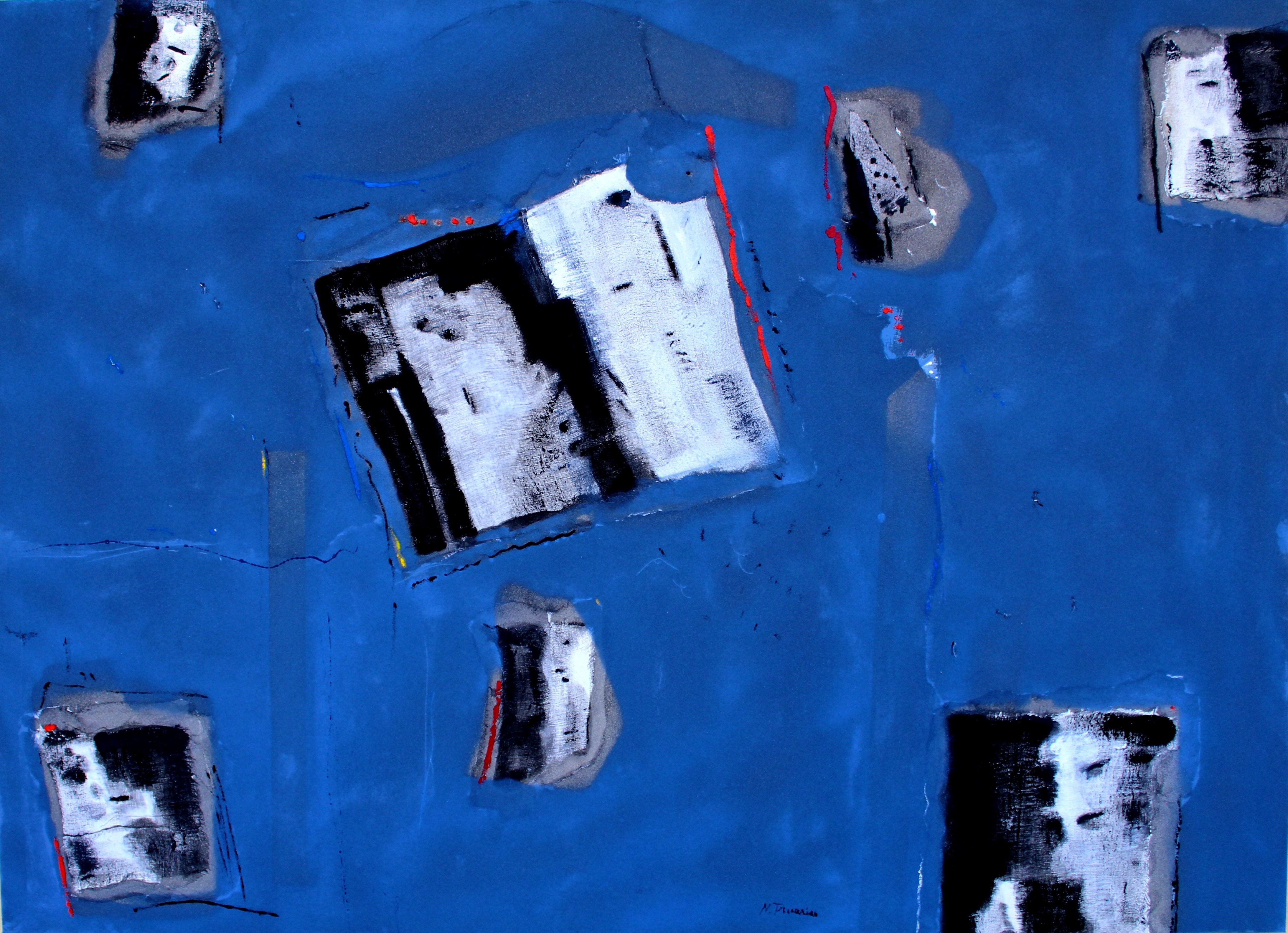
Finestre, omaggio alla città dei Sassi

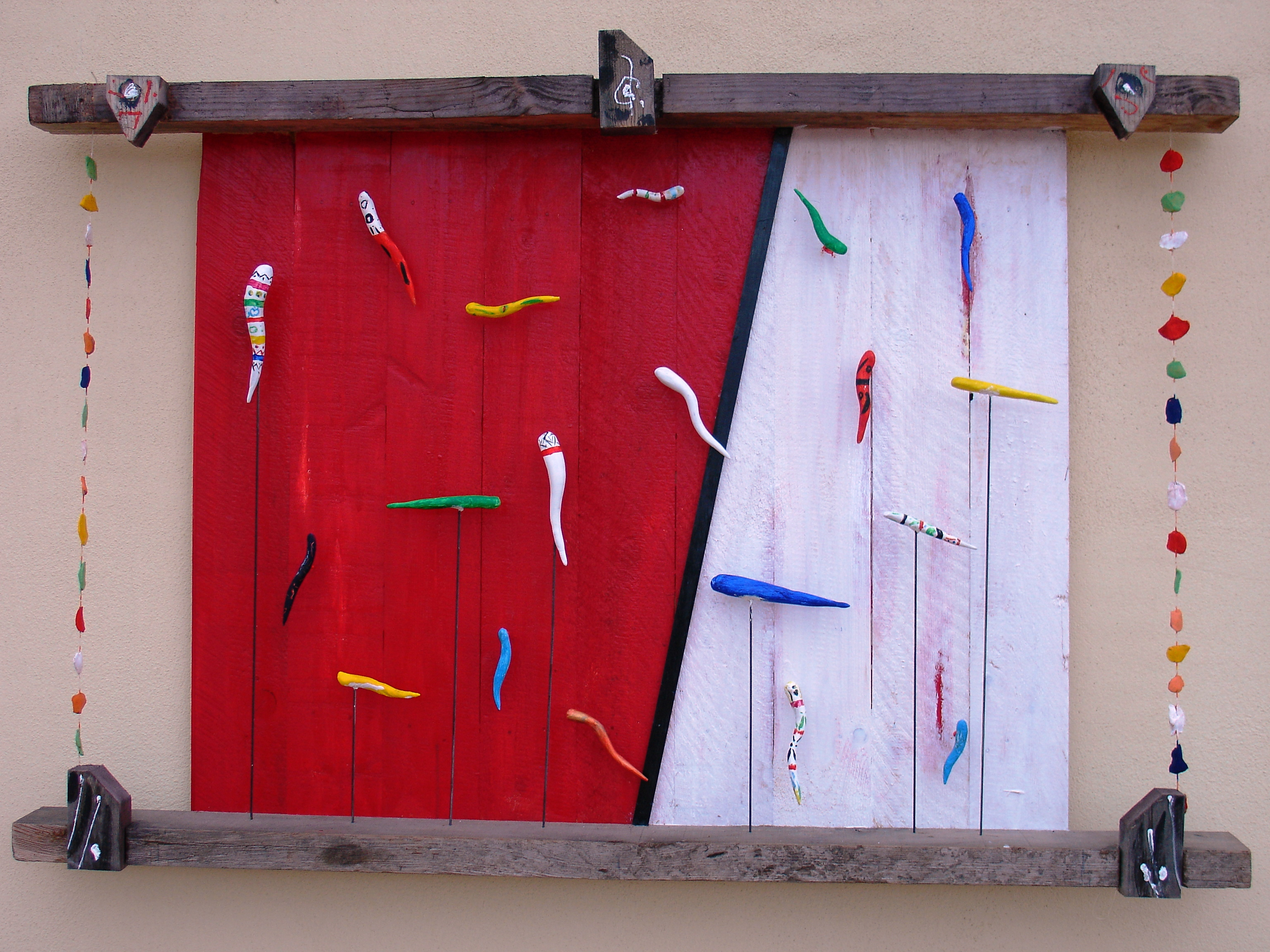
Da Teatri Superstizione olio su legno terracotta colorata, filo di ferro2001 84x108

A partire dagli anni Ottanta, insieme a Gerardo di Fiore, Errico Ruotolo, Massimo Bignardi e altri, Tricarico fonda il gruppo del "Nuovo Lirismo". Con il gruppo espone nel 1991 a Stoccolma, alla Gummeson's Gallery e all'Istituto Italiano di Cultura, e poi nel 1992 in Finlandia, allo Joensuun Taidemuseo, a Milano alla Libreria Ambrosiana. La sua opera continua a svolgersi in più direzioni: installazioni multimediali, dipinti, oggetti scultorei, assemblaggi di materiali diversi. L'happening Agorà 2000. Infinite soluzioni del futuro, svoltosi nella piazza Kléber di Strasburgo nel 1999; la complessa installazione architettonica La Porta del Silenzio, sculture e dipinti a sfondo religioso in occasione del Giubileo del 2000; la performance pittorico-musicale eseguita nel 2003 presso la Terza Università di Roma sono la testimonianza di una costante necessità di adeguare la forma all'evoluzione del tempo. La pittura non è mai abbandonata. Lo attestano le numerose mostre degli ultimi anni:  a Matera, dal titolo Infinito bianco presso il Museo d'Arte contemporanea di Palazzo Lanfranchi nel 2009; a Napoli, Sulla soglia dell'astrazione. Opere scelte, organizzata dal Comune nella sala Carlo V del Maschio Angioino nel 2014; Limen et Lumen nella Galleria Civica di Palazzo Loffredo a Potenza nel 2014; Orme di abissi e di rondini, nella Galleria Opere e Opera di Matera, ancora nel 2014; Nei margini del Lirismo Astratto, al museo FRAC di Baronissi (SA) nel 2015. È stato invitato alla 54ª Biennale di Venezia.

## Personali, performance, installazioni
Di seguito si dà menzione solo delle principali esposizioni personali, interventi, performance di Nino Tricarico a partire dal 1970. Per tutto ciò che qui non compare, nonché per le esposizioni collettive si rimanda alla consultazione del volume Nino Tricarico. Limen et lumen.
- 1970 - Galleria Palms Shore Club, New York
- 1986 - Istituto Italiano di Cultura, Amsterdam, con testo di Filiberto Menna
- 1986 - Babilon K18, Kassel (Germania)
- 1987 - Tra emozione e sensi, Galleria Giorgio Ghelfi, Verona
- 1987 - Galleria Ursula Bovie, Aurigeno (Svizzera)
- 1988 - ModernKunst Gallery, Bellinzona (Svizzera)
- 1993 - Stern Gallerie, Lucerna (Svizzera)
- 1998 - Die Poetik der Grenze, Bundeshandelsakademie, Kitzbuhel (Austria)
- 1998 - Installazione di ceramica, Palazzo delle Esposizioni Remar Bersij, Parigi
- 1998 - Il giardino di Dario, Galleria L'impronta, Roma
- 1999 - Agora du III millénaire, Place Keber, Strasburgo
- 2000 - La Porta del Silenzio, Potenza-Melfi-Ferrandina-Acerenza
- 2003 - Nino Tricarico Opere dal 1973 al 2003, Il Museo e la Città, Potenza
- 2003 - Il suono giallo - Aula Magna Università Roma Tre, Roma
- 2004 - Poetica del limite, Galleria Aenaon, Atene
- 2006 - Galleria Lautenbac, Aurigeno  (Svizzera)
- 2009 - Infinito Bianco, Palazzo Lanfranchi, Matera
- 2013 - L'altra faccia del sogno, Associazione culturale Il museo e la città, Potenza
- 2014 - Sulla soglia dell'astrazione: opere scelte, Maschio Angioino, Napoli
- 2014 - Limen et Lumen, Galleria Civica di Palazzo Loffredo, Potenza
- 2015 - Nei Margini del Lirismo Astratto, al Museo FRAC di Baronissi (SA).
- 2015 - Orme di abissi e di rondini, Galleria Opera e Opere Matera.
- 2015 - I luoghi dell'incantamento, Museo Archeologico, Palazzo De Lieto, Maratea.
- 2017 - Eroi e Miti sulle spiagge della Magna Grecia, Spiaggia di Policoro (Matera)
- 2018 - Arte e archeologia, Museo Archeologico Provinciale, Potenza
- 2019 - L'emozione del tempo, Museo Archeologico. Potenza.
- 2021 - Giornata internazionale contro la violenza sulle donne, Museo Archeologico. Potenza
- 2022 - FAI di primavera, incontro con l'arte di Nino Tricarico, studio museo dell'artista. Potenza
- 2022 - Cartoline e lettere dal fronte, Atelier Nino Tricarico, Trecchina (Pz)
- 2022 -  Dodicesima Biennale Internazionale di Grafica, Sulmona.
- 2023 -  Cartoline e lettere dal fronte, Fondazione Corrente - Museo Ernesto Treccani. Milano
- 2024 -  La spiritualità dell'arte. Pinacoteca Provinciale, Potenza

## Opere
Nino Tricarico è autore di saggi critici e scritti di estetica:
- Il concetto di tempo in pittura, «Basilicata Regione Notizie», Potenza, Marzo 1995
- Ravello e dintorni, testo del catalogo della mostra fotografica «Mania Offerhaus», Edizioni Il punto, Ravello, 1997
- Quasi diario. Libro autobiografico. Suggestioni e ragioni intorno alla pittura, Edizioni Morgana, Firenze, 1998
- L'organizzazione del pensiero estetico, in I pittori e il volto della città, Edizioni ERMES, Potenza, 1998
- Pietà. Il sentimento di pietà espresso nelle immagini degli artisti italiani dal XII al XIX secolo, Edizioni L'ansa del respiro, Potenza, 2000
- Michele Giocoli: il rumore del silenzio, storia di un pittore importante dimenticato, Assessorato alla cultura del comune di Potenza, 2004
- L'emozione del tempo. Viaggio nel Mondo Colorato, Edizioni Giuseppe Laterza, Bari, 2018
- La straniera nemica, Romanzo, IOD Edizioni, Napoli, 2021
- Radiograffiti. Libro di novantacinque immagini dedicato alla moglie, Edizioni As. Cul. Il Museo e la città, Potenza, 2024